# PokerTH

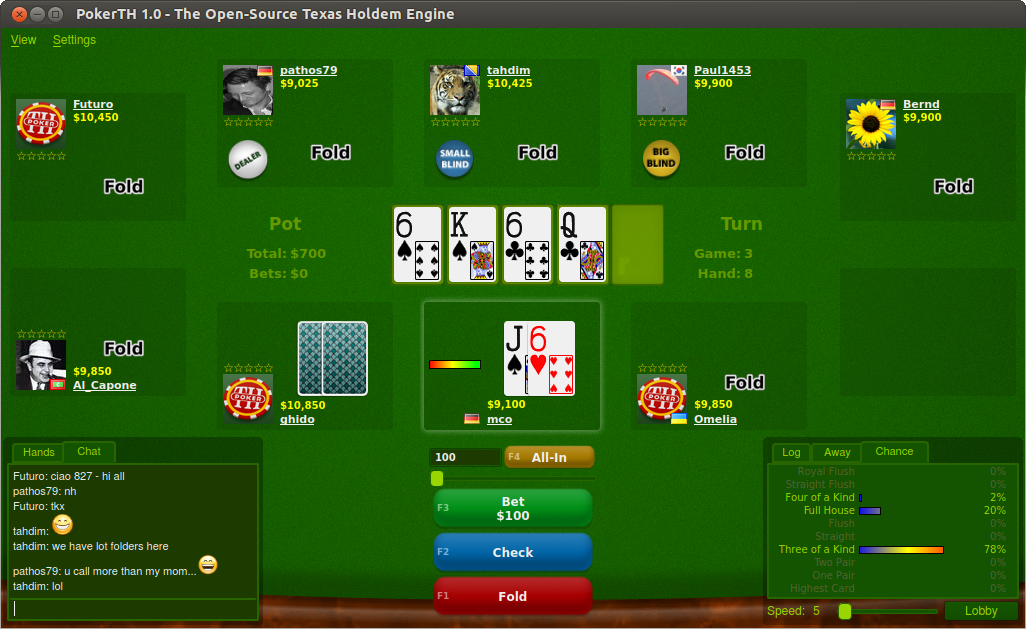
Image tirée du jeu.

PokerTH est un logiciel de Poker Texas Hold'em No limit sous licence GPL v2 écrit en C++/Qt. Il permet de jouer seul contre l'ordinateur, ou en réseau (local ou internet), contre un maximum de 10 adversaires.
Il est disponible sur les plateformes GNU/Linux, Windows, et Mac OS X, sous différentes langues dont le français et l'anglais.
Il dispose de plusieurs ajouts tels que des effets sonores, la présence et le choix des avatars, ainsi que le choix possible du set de cartes à jouer.

## Langues
Le jeu est disponible dans 17 langues différentes dont le français et l'anglais.

## Annexe

### Revue de presse
- Framasoft
- Jeuxlinux